# Отрето
Отрето́ (фр. Autretot) — колишній муніципалітет у Франції, у регіоні Нормандія, департамент Приморська Сена. Населення — 697 осіб (2011).
Муніципалітет був розташований на відстані близько 150 км на північний захід від Парижа, 36 км на північний захід від Руана.

## Історія
До 2015 року муніципалітет перебував у складі регіону Верхня Нормандія. Від 1 січня 2016 року належав до нового об'єднаного регіону Нормандія.
1 січня 2019 року Отрето і Вовіль-ле-Баон було об'єднано в новий муніципалітет Ле-О-де-Ко.

## Демографія
Динаміка населення (INSEE ):
Розподіл населення за віком та статтю (2006):
| Стать | Всього | До 15 років | 15-24 | 25-44 | 45-64 | 65-85 | Понад 85 |
| --- | ------ | ----------- | ----- | ----- | ----- | ----- | -------- |
| Чоловіки | 380    | 80          | 78    | 88    | 106   | 28    | 0        |
| Жінки | 338    | 76          | 24    | 107   | 91    | 36    | 4        |
| \| Статево-вікова піраміда \| Статево-вікова піраміда \| Статево-вікова піраміда \| \| ----------------------- \| ----------------------- \| ----------------------- \| \| Чоловіки \| Вік \| Жінки \| \| 0 \| 85 + \| 4 \| \| 4 \| 80-84 \| 4 \| \| 4 \| 75-79 \| 8 \| \| 8 \| 70-74 \| 16 \| \| 12 \| 65-69 \| 8 \| \| 8 \| 60-64 \| 4 \| \| 12 \| 55-59 \| 8 \| \| 35 \| 50-54 \| 32 \| \| 51 \| 45-49 \| 47 \| \| 24 \| 40-44 \| 47 \| \| 28 \| 35-39 \| 24 \| \| 16 \| 30-34 \| 32 \| \| 20 \| 25-29 \| 4 \| \| 35 \| 20-24 \| 4 \| \| 43 \| 15-20 \| 20 \| \| 32 \| 10-14 \| 32 \| \| 28 \| 5-9 \| 28 \| \| 20 \| 0-4 \| 16 \| |        |             |       |       |       |       |          |
| Статево-вікова піраміда |        |             |       |       |       |       |          |
| Чоловіки | Вік    | Жінки       |       |       |       |       |          |
| 0 | 85 +   | 4           |       |       |       |       |          |
| 4 | 80-84  | 4           |       |       |       |       |          |
| 4 | 75-79  | 8           |       |       |       |       |          |
| 8 | 70-74  | 16          |       |       |       |       |          |
| 12 | 65-69  | 8           |       |       |       |       |          |
| 8 | 60-64  | 4           |       |       |       |       |          |
| 12 | 55-59  | 8           |       |       |       |       |          |
| 35 | 50-54  | 32          |       |       |       |       |          |
| 51 | 45-49  | 47          |       |       |       |       |          |
| 24 | 40-44  | 47          |       |       |       |       |          |
| 28 | 35-39  | 24          |       |       |       |       |          |
| 16 | 30-34  | 32          |       |       |       |       |          |
| 20 | 25-29  | 4           |       |       |       |       |          |
| 35 | 20-24  | 4           |       |       |       |       |          |
| 43 | 15-20  | 20          |       |       |       |       |          |
| 32 | 10-14  | 32          |       |       |       |       |          |
| 28 | 5-9    | 28          |       |       |       |       |          |
| 20 | 0-4    | 16          |       |       |       |       |          |

## Економіка
2010 року серед 490 осіб працездатного віку (15—64 років) 362 були активними, 128 — неактивними (показник активності 73,9%, у 1999 році було 74,6%). З 362 активних мешканців працювало 329 осіб (174 чоловіки та 155 жінок), безробітними було 33 (22 чоловіки та 11 жінок). Серед 128 неактивних 52 особи були учнями чи студентами, 54 — пенсіонерами, 22 були неактивними з інших причин.

У 2010 році в муніципалітеті числилось 254 оподатковані домогосподарства, у яких проживали 701,0 особи, медіана доходів виносила 18 924 євро на одного особоспоживача